# Westukraine
Der Begriff Westukraine wird heute in zwei Bedeutungen verwendet. Meistens wird er nur für 3 galizische Regionen (Oblaste) der Ukraine benutzt – Lemberg, Iwano-Frankiwsk und Ternopil, aber er wird auch oft für die Gebiete von 7 Regionen verwendet – 3 galizische Regionen sowie Wolhynien, Riwne, Czernowitz und Transkarpatien. Das mit Abstand größte städtische Zentrum dieser Region ist Lemberg.

## Geschichte

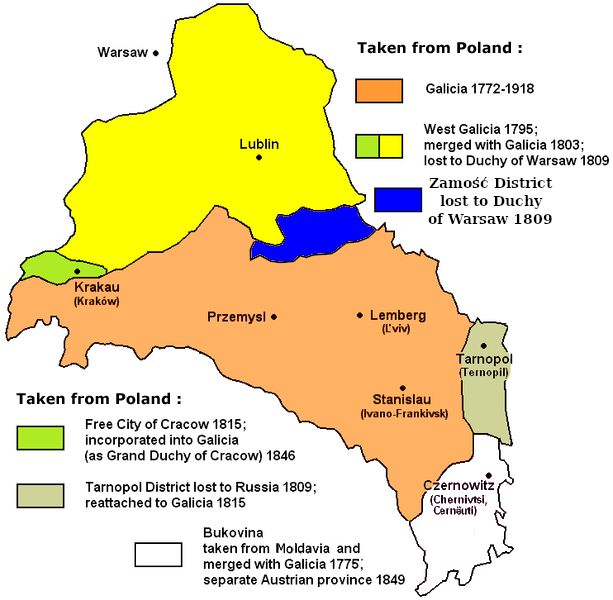
Königreich Galizien (1772–1918)

Die Westukraine hat ihre Wurzeln im Fürstentum Galizien-Wolhynien, einem Nachfolger der Kiewer Rus', das 1199 nach der Schwächung der Kiewer Rus' und Angriffen der Goldenen Horde gegründet wurde.
Seit dem 14. Jahrhundert dominierte im Westen der Ukraine Polen-Litauen. Hier setzte eine Katholisierung der Ukraine ein, die nach der Kirchenunion von Brest zunächst auch weite Teile der westlichen Ukraine erfasste, mit dem Austritt Kiews aus der Union aber 1630 ein vorläufiges Ende fand.
Nach dem Zusammenbruch der tatarischen und litauischen Herrschaft erhoben sich die orthodoxen Kosaken der Zentralukraine 1648 gegen das katholische Polen-Litauen und stellten sich mitsamt Kiew 1654 unter russischen Schutz. Die Westukraine blieb 1668 noch bei Polen. 1793 und 1795 und 1809 fiel aber bei den Teilungen Polens auch der Großteil der übrigen Ukraine an Russland.
Parallel zu den polnischen Gebietsverlusten an Russland wurde auch das Gebiet der Unierten Kirche von den orthodoxen Kirchen zurückgedrängt. Bei den Teilungen Polens 1772 und 1795 fiel Galizien an das Kaisertum Österreich. Isoliert von den Russen und Kiew führten die Westukrainer in Galizien einen Selbstbehauptungskampf gegen Polen und Österreicher, Katholiken und Unierte, und weckte das Gefühl, „wahre“ Ukrainer zu sein. Hochburg eines im 19. Jahrhundert aufkommenden ukrainischen Nationalismus war daher nicht etwa das unter russischer Herrschaft stehende Kiew, sondern Ostgalizien.

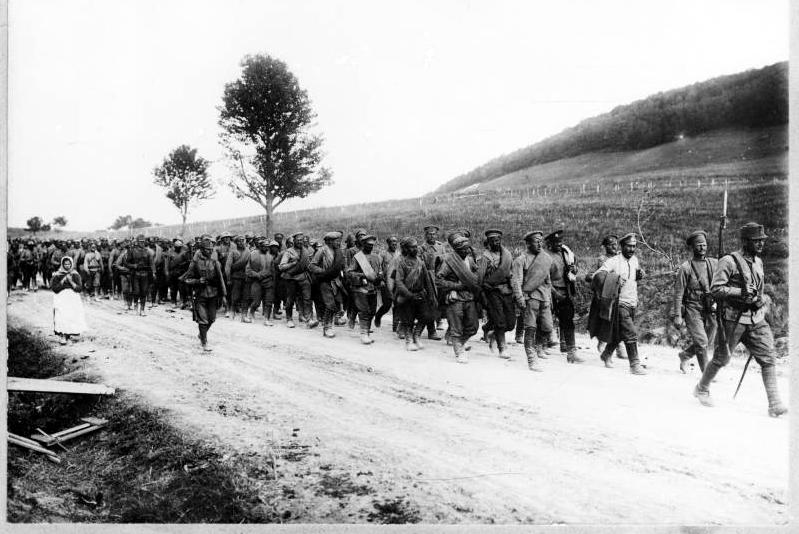
Gefangene Russen in Ostgalizien (1916)

Beim Zerfall Österreich-Ungarns und des russischen Zarenreiches entstand in Galizien kurzzeitig die Westukrainische Volksrepublik, die allerdings zwischen dem expandierenden Sowjetrussland und der Zweiten Polnischen Republik zerrieben wurde. Mit der sowjetischen Niederlage im Sowjetisch-Polnischen Krieg und der Niederschlagung der ukrainischen Unabhängigkeitsbestrebungen wurde Galizien Teil Polens, weitere Gebiete kamen an die Tschechoslowakei und das Königreich Rumänien. Innerhalb der Sowjetunion wurde zunächst 1920–1934 das ostukrainische Charkiw anstelle Kiews Hauptstadt der Ukrainischen Sowjetrepublik. Die Sowjets förderten Industrie im Osten des Landes und Schifffahrt im Süden gegenüber der Landwirtschaft im Westen, die zur „Kornkammer“ wurde.
Nach der sowjetischen Besetzung Ostpolens im September 1939 wurden etwa eine Million Polen und Ukrainer nach Sibirien deportiert. Das NKWD ermordete 24.000 politische Gefangene.
Nach dem deutschen Überfall auf die Sowjetunion im Juni 1941 war die Bevölkerung zwar erleichtert, die Herrschaft des Reichskommissars Erich Koch machte sie aber zum Feind.
Als Ergebnis des Zweiten Weltkrieges kam 1946 auch Ostgalizien mit Lemberg sowie die bis dahin tschechoslowakische Karpatoukraine unter sowjetische Herrschaft. Bis 1947, vereinzelt sogar bis 1954, widersetzten sich Westukrainer bewaffnet der sowjetischen Herrschaft. Auch danach blieb Lemberg eine Hochburg der nationalen und religiösen Opposition.
Nach dem Zerfall der Sowjetunion kam es 1991 zum Referendum über die Unabhängigkeit der Ukraine. Seither spiegeln Präsidentschafts- und Parlamentswahlen die Ausrichtung der Westukraine zu Westeuropa. Alle ukrainischen Wahlsieger waren jedoch auch auf Stimmen aus den eher Russland zugewandten Gebieten in der Ostukraine angewiesen, so auch beim Stichwahlgang der Präsidentschaftswahlen in der Ukraine 2004. Während der von Russland unterstützte Wiktor Janukowytsch in allen Regionen des Ostens und der Süd-Ukraine Mehrheiten erzielte, setzte sich der selbst aus dem Nordosten stammende Kandidat Wiktor Juschtschenko mit vielen Stimmen aus der Westukraine, Kiew und der Zentralukraine, aber auch mit genügend Stimmen aus den bevölkerungsreichen Oblasten im Osten durch. Im Gegensatz zu weniger deutlichen Mehrheiten in Kiew und der zentralen Ukraine erzielte Juschtschenko im äußersten Westen Mehrheiten von über 90 %.

## Religionen und Bevölkerung

### Religionen
Die meisten Bewohner der Westukraine und Kiews sind Katholiken, Unierte und Ukrainisch-Orthodoxe.
- Römisch-katholische Kirche in der Ukraine
- Ruthenische griechisch-katholische Kirche
- Ukrainische Griechisch-Katholische Kirche
- Orthodoxe Kirche der Ukraine

### Bevölkerung
Während im Osten und Süden der Ukraine zwischen Charkiw und Odessa größere russische Minderheiten vorhanden sind, stellen Ukrainer in den zentralen Regionen sowie Kiew um drei Viertel und mehr der Bevölkerung. Im Westen liegt dieser Anteil noch höher.
In Galizien gibt es kleine polnische und deutsche Minderheiten, die zumeist Angehörige der römisch-katholischen Kirche lateinischen Ritus' sind. In der Karpatoukraine leben zahlreiche weitere nichtukrainische Minderheiten, die zum Teil auch Protestanten sind.
Die ukrainische Sprache ist weiter verbreitet als die russische, die im äußersten Westen teilweise überhaupt nicht gesprochen wird. Eine weit verbreitete mündliche Mischform der ukrainischen Sprache mit dem Russischen ist der Surschyk.
Am Ende des 19. Jahrhunderts wurde die sog. Jungruthenische Bewegung von der österreichischen Regierung (auch gegen die Polen und die Rumänen) unterstützt. Damit sollte eine Differenzierung gegenüber dem Russischen, dem die sog. Altruthenen treu geblieben waren, stimuliert werden. So wurde die ukrainische Sprache erstmals in Czernowitz von dem Linguisten Stepan Smal-Stozkyj, einem führenden Jungruthenen, kodifiziert.

## Kritik am Modell einer bipolaren Ukraine
Insbesondere während der Berichterstattung infolge der Präsidentschaftswahlen in der Ukraine 2004 wurde in westlichen Medien das Bild einer Ost-West-Spaltung des Landes bemüht, um die politische Trennung zwischen Wiktor Juschtschenko und Wiktor Janukowytsch zu illustrieren. Da die Gebiete der heutigen Ukraine durch Vielvölkerreiche geprägt wurden, haben sich die Regionen kulturell anders entwickelt, was sich auch im Sprachgebrauch niederschlägt. Die Darstellung einer Ost-West-Dichotomie, geprägt durch einen russischsprachigen, angeblich sowjet-nostalgischen Osten und einen ukrainischsprachigen, nationalistischen und angeblich an demokratischen Werten orientierten Westen, verkannte aber das Spektrum nationaler und sprachkultureller Identitäten in der Ukraine. Laut der Volkszählung 2001 bezeichneten sich von den etwa 48 Millionen ukrainischen Bürgern 77,8 % als ethnische Ukrainer (wobei 67,5 % Ukrainisch als ihre Muttersprache angaben) und 17,3 % als ethnische Russen. Zu den weiteren Minderheiten gehörten Weißrussen (0,6 %), Moldauer (0,5 %) und Krimtataren (0,5 %). Darüber hinaus gab es bulgarische, ungarische, rumänische, polnische und jüdische Minderheiten. Die Bevölkerung der Ukraine lässt sich also hauptsächlich in ukrainischsprachige Ukrainer, russischsprachige Ukrainer und russischsprachige Russen unterteilen; der Wandel zwischen den Identitäten ist fließend. Die Selbstdefinition als Ukrainer kann auch mit einer Verbundenheit zur russischen Sprache einhergehen.